# Albert von Zingler

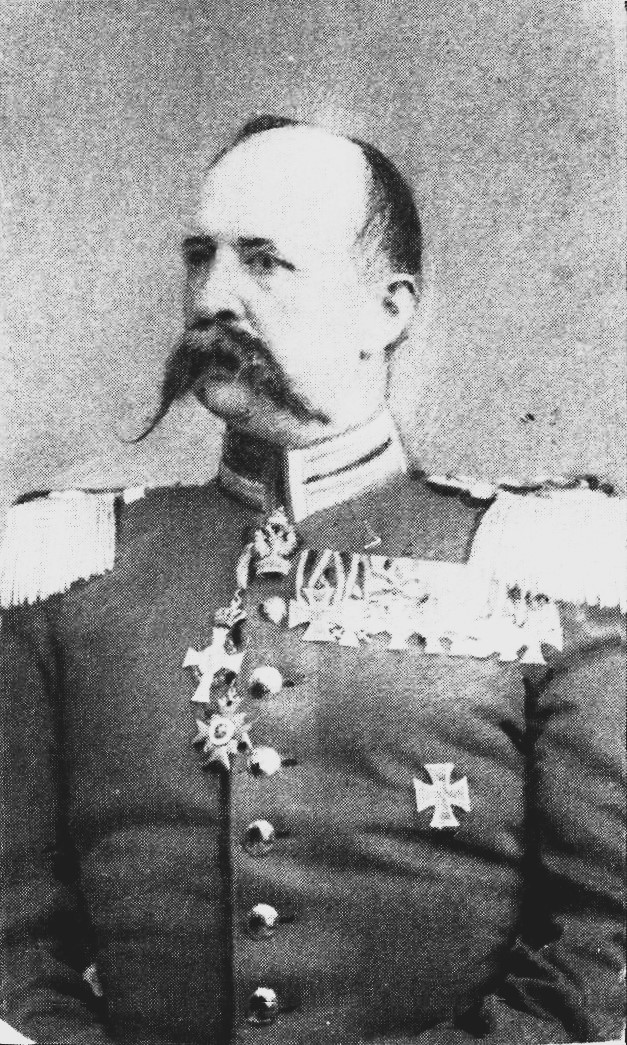
Albert von Zingler

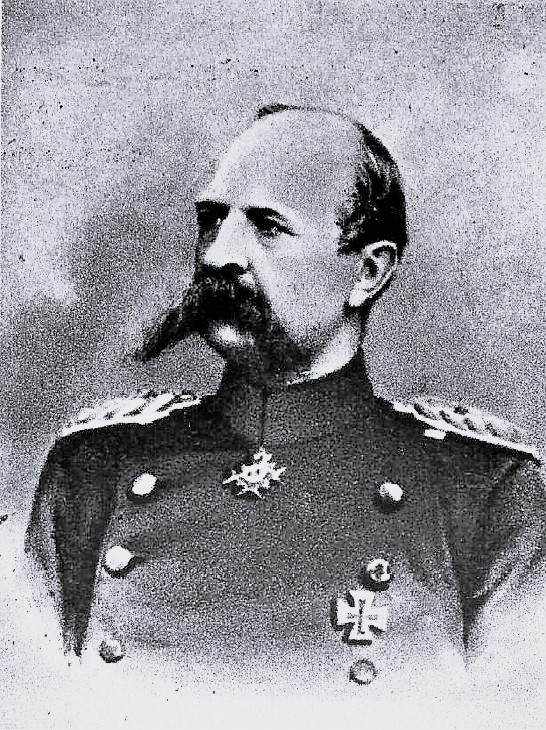
Oberst Zingler

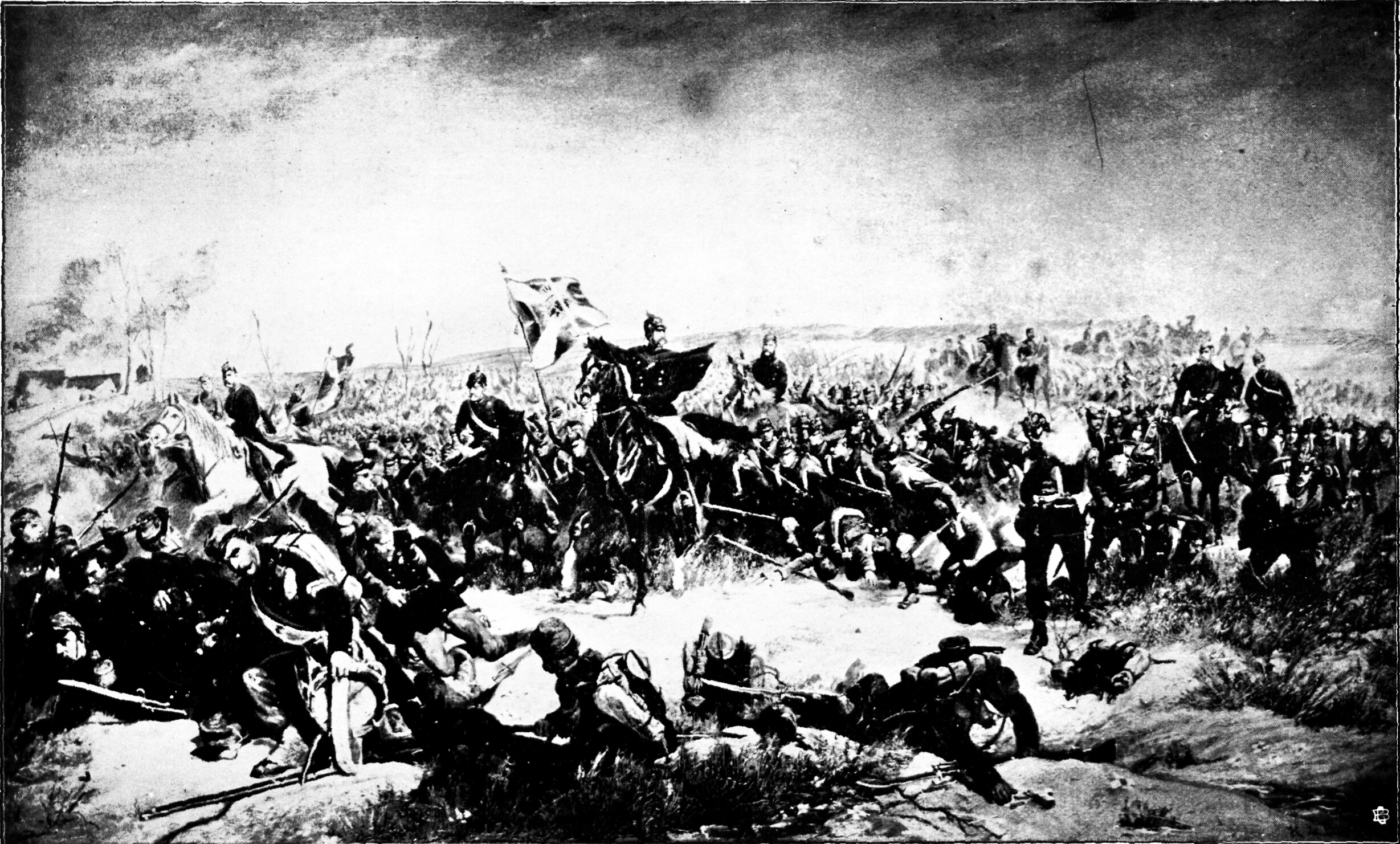
Füsilierbataillon in der Schlacht von Loigny

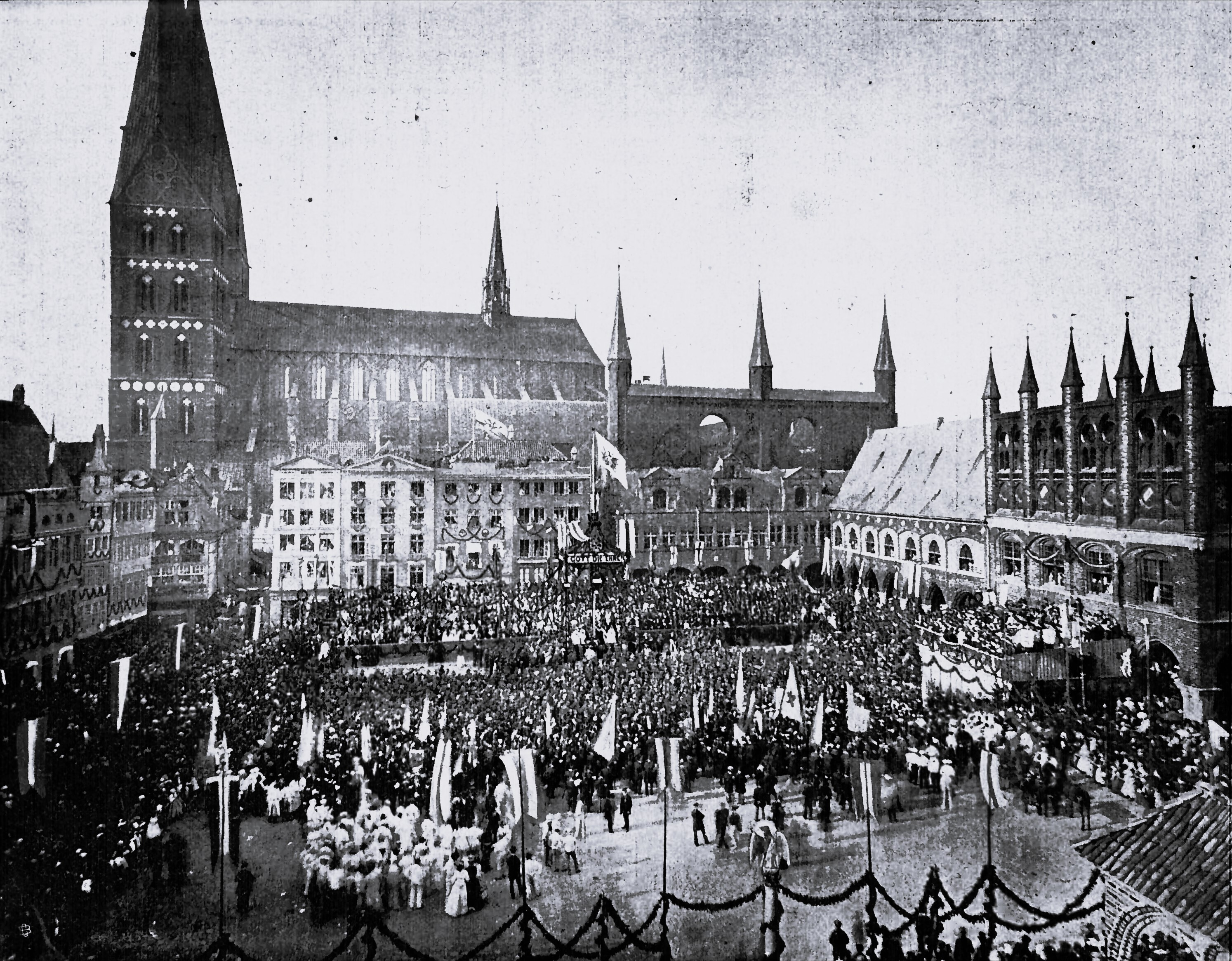
Einzug des siegreichen Bataillons am 18. Juni 1871 in Lübeck auf dem Rathausmarkt

Albert Karl Theodor Zingler, seit 1885 von Zingler (* 26. Februar 1836 in Körlin; † 28. November 1891 in Wiesbaden) war ein preußischer Generalleutnant.

## Leben

### Herkunft
Er war der Sohn von Karl Zingler (1795–1847), zuletzt Hauptmann und Kompaniechef in der 2. Artillerie-Brigade und dessen Ehefrau Auguste Wilhelmine, geborene Bünger (1814–1891).

### Militärlaufbahn
Zingler wurde am 26. April 1853 aus dem Kadettenkorps kommend mit dem Charakter als Portepeefähnrich dem Füsilierbataillon des 21. Infanterie-Regiments in Gnesen überwiesen. Das Patent zu diesem Dienstgrad erhielt er am 14. Januar 1854 und am 13. Februar 1855 wurde er zum Sekondeleutnant befördert. Als solcher war Zingler vom 1. Oktober 1857 bis zum 1. Oktober 1858 zum kombinierten 2. Reserve-Bataillon nach Kolberg sowie vom 1. März bis zum 1. Juni 1859 zur Gewehrfabrik Spandau und vom 20. Juni bis zum 9. August 1859 zum III. Bataillon des 1. Garde-Landwehr-Regiments in Graudenz kommandiert. Von hier wurde er in das II. Bataillon des 21. Landwehr-Regiments nach Stolp abkommandiert. Per A.K.O. vom 5. Mai 1860 wurde aus dessen drei Landwehrbataillonen das 21. kombinierten Infanterie-Regiment formiert, aus dem am 4. Juli 1860 das 8. Pommersche Infanterie-Regiment Nr. 61 in Stolp werden sollte. Zu diesem wurde Zingler am 1. Juli versetzt. Ab dem 1. Oktober 1860 war Zingler, seit 13. November 1860 Premierleutnant, als Adjutant bis zum 1. September 1862 beim II. Bataillon. Vom 1. November 1862 bis zum 1. Oktober 1865 wurde er an die Unteroffizierschule in Jülich abkommandiert.
Im Krieg gegen Österreich führte Zingler vom 9. Mai bis zum 18. September 1866 die mobile 7. Kompanie und wurde für seine Teilnahme an der Schlacht bei Königgrätz mit dem Roten Adlerorden IV. Klasse mit Schwertern ausgezeichnet. Nach dem Friedensschluss wurde am 30. Oktober 1866 in Bromberg unter anderen aus je drei Kompanien der Infanterie-Regimenter 21 und 61 (7., 13. und 15. Kompanie) das Infanterie-Regiment Nr. 76 formiert. Die Musketierbataillone bezogen ihre Garnison in Hannover, die Füsiliere in Hameln. Unter der Beförderung zum Hauptmann wurde Zingler am 30. Oktober 1866 zum neugebildeten Regiment versetzt und zum Chef der 12. Kompanie in Hameln ernannt. Zum 1. Oktober 1867 wurden die Bataillone aus Hannover nach Hamburg, die aus Hameln nach Lübeck verlegt und der Verband am 7. November 1867 in 2. Hanseatisches Infanterie-Regiment Nr. 76 umbenannt.
Im Deutsch-Französischen Krieg nahm Zingler an der Einschließung von Metz und Toul, der Belagerung von Paris, den Schlachten bei Orléans (Eisernes Kreuz II. Klasse), Loigny, Beaugency und Cravant und Le Mans (Eisernes Kreuz I. Klasse), sowie bei den Gefechten bei Dreux, La Madeleine-Bouvet, Bellême, Meung, Fréteval und Connerré teil.
Mit dem Lübeckischen Bataillon zog Zingler am 18. Juni 1871 auf dem Markt der Freien und Hansestadt Lübeck ein. Mit seiner Beförderung zum Major am 30. April 1874 wurde Zingler dem Regiment aggregiert und am 22. August zum Holsteinischen Infanterie-Regiment Nr. 85 nach Rendsburg versetzt. Es folgte seine Versetzung in das 3. Garde Grenadier-Regiment Königin Elisabeth nach Spandau, wo er vom 5. bis 11. August sowie vom 29. September bis 6. November 1875 das II. Bataillon führte. Zum Kommandeur des III. Bataillons in Wrietzen wurde Zingler am 3. Juni 1876 ernannt und am 16. September zum Oberstleutnant befördert. Unter der Stellung à la suite des Regiments, unter der vorläufigen Belassung seines bisherigen Ranges, wurde er mit der Wahrnehmung der Geschäfte der Militärschießschule in Spandau beauftragt. Den Rang eines Regimentskommandeurs erhielt er am 12. Februar 1884. Mit der Beförderung zum Oberst am 14. Juli 1885 wurde Zingler zum Kommandeur der Militärschießschule unter Belassung à la suite des Regiments ernannt.
Gemeinsam mit seinem Bruder Rudolf (1839–1920), dem späteren General der Infanterie, wurde Zingler am 12. November 1885 durch König Wilhelm I. in den erblichen preußischen Adelsstand erhoben.
Zum Kommandeur des Hannoverschen Füsilier-Regiments Nr. 73 wurde Zingler am 8. Juli 1886 ernannt. Mit der Regimentsuniform war er am 14. April 1887 zu den Offizieren von der Armee versetzt worden, bevor er am 4. Februar 1887 zum Kommandeur des 2. Nassauischen Infanterie-Regiments Nr. 88 in Mainz ernannt wurde. Unter der Beförderung zum Generalmajor wurde Zingler am 13. November 1888 zum Kommandeur der 25. Infanterie-Brigade in Münster ernannt. Am 27. Januar 1890 wurde Zingler abermals zu den Offizieren von der Armee versetzt und am 14. Juni mit Pension und unter Verleihung des Charakters als Generalleutnant zur Disposition gestellt.

### Familie
Zingler hatte sich am 6. Juni 1867 in Hameln mit Johanne Degenhardt (1846–1869) verheiratet. Nach ihrem Tod heiratete er am 3. Januar 1872 in Zirke Anna von Eberstein (1841–1884). In dritter Ehe war Zingler seit dem 24. März 1888 mit deren Schwester Emma (* 1848) verheiratet. Aus den Ehen gingen folgende Kinder hervor:
- Anna (* 1868) ⚭ 1901 Rudolf Warnecke, Pastor
- Jenny (1869–1929) ⚭ 1900 Heinrich von Westernhagen (1864–1925), preußischer Generalmajor
- Bodo (1875–1914), gefallen als preußischer Hauptmann und Kompaniechef im Reserve-Infanterie-Regiment Nr. 111 ⚭ 1904 Elisabeth Barlach (* 1883)
- Rudolf (* 1878), preußischer Hauptmann a. D. ⚭ 1905 (Scheidung) Erika Richter (* 1878)
- Elisabeth (* 1884) ⚭ 1912 Ludwig Bartels, preußischer Regierungsassessor

## Auszeichnungen
- Roter Adlerorden II. Klasse mit Eichenlaub und Schwertern am Ring[6]
- Komtur des Bayerischen Militärverdienstordens[7]
- Komtur II. Klasse des Albrechts-Ordens[7]
- Komtur II. Klasse des Friedrichs-Ordens[6][7]
- Orden der Eisernen Krone II. Klasse[6][7]